# My Graveyard Productions
My Graveyard Productions war ein italienisches Musiklabel mit Sitz in Montichiari, das von 2005 bis 2017 Tonträger veröffentlichte. Es wurde geführt von Giualiano Mazzardi.

## Veröffentlichungen (Auswahl)

### Alben
- Abuser – Threats of Fate (2009)
- Alltheniko – We Will Fight! (2007)
- Asgard – The Seal of Madness (2011)
- Axevyper – Axevyper (2010)
- Crimson Dawn – In Strange Aeons... (2008)
- Dark Quarterer – Symbols (2008)
- Etrusgrave – Masters of Fate (2008)
- Feline Melinda – Morning Dew (2008)
- Game Over – For Humanity (2012)
- Manilla Road – Voyager (2008)
- Revoltons – Underwater Bells (2009)
- Savior From Anger – Age of Decadence (2013)
- Tarchon Fist – Tarchon Fist (2008)
- Turbo Rexx – The Ancient Stories (2012)
- Wicked Machine – Wicked Machine (2012)

### Singles und EPs
- Axevyper – Angeli D'Acciaio (2011)
- Battle Ram – Smash the Gates (2009)
- Feline Melinda – The Felines Await You (2010)
- Ruthless – Metal Without Mercy (2009)
- Wotan – Bridge to Asgard (2011)